# Séisme de 803 en Mopsueste
Le séisme de 803 en Mopsueste a lieu dans les environs de Mopsueste et du golfe d'Alexandrette (turc : İskenderun) en 802 ou 803 de notre ère (année hégirienne 187).
La principale source à propos de ce séisme est Al-Suyūtī (XVe siècle), qui mentionne à la fois le séisme et une inondation connexe du fleuve Ceyhan. Il mentionne également une vague sismique marine (tsunami) causée par le séisme. Cependant, Al-Suyūtī omet de citer ce séisme dans son ouvrage intitulé Histoire des califes.
On estime que le tremblement de terre est survenu entre le 30 décembre 802 et le 19 décembre 803.